# Fisera halurga
Fisera halurga är en fjärilsart som beskrevs av Turner 1919. Fisera halurga ingår i släktet Fisera och familjen mätare. Inga underarter finns listade i Catalogue of Life.